# Thundering Hoofs (1924)
Thundering Hoofs is een Amerikaanse stomme film uit 1924, onder regie van Albert S. Rogell met in de hoofdrollen Fred Thomson, Ann May en William Lowery. Destijds werd de film in Nederland uitgebracht onder de titel Donderende hoeven.

## Verhaal
Luke Severn (William Lowery) laat zijn roversbende een postkoets overvallen met Don Juan Estrada (Charles Hill Mailes) en diens dochter Carmelita (Ann May) aan boord, met de bedoeling om dan zelf als redder in nood op te draven en de situatie te redden. Dave Marshall (Fred Thomson) is hem echter voor en vangt alle bandieten om vervolgens de op hol geslagen postkoets te stoppen.
Marshall blijft Carmelita daarna heimelijk bezoeken, tot ze met haar vader terugkeert naar Mexico en gedwongen wordt om met Severn te trouwen. Marshall reist naar Mexico en probeert de bruiloft te voorkomen, maar wordt in de gevangenis gegooid.
Severn mishandelt Silver King, het paard van  Marshall, en stuurt het dier de arena in waar stierengevechten worden gehouden. Marshall weet te ontsnappen uit de gevangenis en belandt na een wilde achtervolging door Mexicaanse soldaten ook in de arena. Daar gaat hij de woeste stier te lijf en weet met zijn cowboyervaring het dier te overmeesteren en zijn paard te redden, tot groot enthousiasme van het publiek.
Nadat een sheriff uit de Verenigde Staten arriveert met een arrestatiebevel voor Severn, geeft Don Estrada zijn toestemming voor het huwelijk Marshall met Carmelita.

## Rolverdeling
| Acteur              | Personage          |
| ------------------- | ------------------ |
| Fred Thomson        | Dave Marshall      |
| Ann May             | Carmelita Estrada  |
| William Lowery      | Luke Severn        |
| Fred Huntley        | John Marshall      |
| Charles Hill Mailes | Don Juan Estrada   |
| Charles De Ravenne  | Don Carlos Estrada |
| Carrie Clark Ward   | Duenna             |
| Willie Fung         | Cook               |